# I gladiatori (film)
I gladiatori (Demetrius and the Gladiators) è un film del 1954 diretto da Delmer Daves, il sequel del film La tunica diretto da Henry Koster.

## Trama
Roma. L'imperatore Caligola vuole impadronirsi della Sacra Tunica, appartenuta a Gesù, a suo tempo raccolta da Demetrio, schiavo da tempo liberato da Marcello Gallio (vedi La tunica). Arrestato per avere aggredito un decurione dei pretoriani per difendere la donna che ama, Demetrio è avviato alla scuola dei gladiatori e viene insidiato dalla bella, ma perfida Messalina, moglie di Claudio, zio di Caligola. Poiché l'uomo ama un'altra donna, di nome Lucia, Messalina la fa uccidere da alcuni gladiatori ed allora Demetrio, sconvolto, entra nell'arena e massacra gli assassini della sua amata.
Abbandonato il cristianesimo, Demetrio viene nominato capo dei pretoriani da Caligola, e diviene l'amante di Messalina, finché un evento portentoso non resuscita Lucia. Riportato da san Pietro sulla retta via (che gli ricorda il martirio degli sposi Marcello Gallio e Diana), Demetrio riabbraccia la fede cristiana. Caligola fa lottare Demetrio nell'arena perché è venuto a conoscenza del suo ritorno alla fede cristiana, ma scoppia una rivolta e i pretoriani uccidono Caligola. Claudio è eletto imperatore dal popolo in tumulto e dal Senato, ed emana l'indulto per i cristiani. Demetrio ora è libero dai suoi incarichi e può amare liberamente Lucia.

## Distribuzione
Il film è stato distribuito nel circuito cinematografico statunitense il 16 giugno 1954 a Los Angeles; due giorni dopo il film è uscito anche nei cinema di New York.

### Home-video
Il film è stato distribuito in VHS e DVD con il titolo Demetrio e i gladiatori.